# Háblame de ti (película)
Háblame de ti es una película mexicana de comedia dramática que aborda el tema de la mayoría de edad de 2022. La obra fue escrita y dirigida por Eduardo Cortés, marcando así su debut como director. El elenco principal incluye a Germán Bracco, Martín Saracho, Arcelia Ramírez y Julio Bracho.  La película fue estrenada el 6 de octubre de 2022 en cines mexicanos. 

## Sinopsis
Chava, un joven de 17 años soltero, recibe un mensaje intrigante de una admiradora secreta autodenominada «Brujita», proponiéndole un encuentro en persona. Durante este encuentro, Chava descubre una serie de secretos ocultos dentro de su propia familia. Simultáneamente, experimenta un proceso de autoexploración y redescubrimiento personal al conocer a Carlos.  

## Elenco
Los actores que participan en esta película son:  
- Germán Bracco como Chava
- Martín Saracho como Carlos
- Arcelia Ramírez como Laura
- Julio Bracho como Álvaro
- Isidora Vives como Mariana
- Renata Vaca como Renata
- Isabella Argudín como Hannah
- Víctor Hugo Villanueva como Hugo
- Hugo Catalán como Marco
- Daniela Schmidt como Maca
- Diego Alfonso como Testigo
- Fernanda Borches como Bertha
- Ángel Noé Alvarado como Fran
- Emiliano Estrada como Ramón
- Héctor Trejo como Bruno

## Producción
Háblame de ti contó con respaldo financiero del Programa de Promoción del Cine Mexicano (Focine).  La producción inició la fotografía principal a finales de 2021, utilizando como escenarios Guanajuato, La Mina de Guadalupe y los pintorescos callejones de la capital del estado.

## Recepción
Irving Torres Yllán de CineNT expresó: «Háblame de ti se destaca por la autenticidad de su narrativa, que se percibe genuina y no forzada. Abre el debate sobre los deseos de la sociedad y de las personas, evidenciando que, en pleno siglo XXI, algunas situaciones persisten mientras que otras han evolucionado. La película cuenta una historia con un ritmo sorprendente, demostrando el potencial creativo de las nuevas voces en el cine nacional».  Etto Santana de MTY 360 comentó: «Háblame de ti es una obra fresca y sin pretensiones, con acertados ángulos de cámara y secuencias que emulan, en cierta medida, el estilo de las escenas musicales de las películas de Hollywood. Aunque algunas locaciones se inspiran en lugares en el extranjero, destaca la atención merecida a la banda sonora, un componente que realmente resalta en la película».
| Año  | Premio          | Categoría              | Nominado       | Resultado | Ref.   |
| ---- | --------------- | ---------------------- | -------------- | --------- | ------ |
| 2023 | Canacine Awards | Best Newcomer - Male   | Germán Bracco  | Ganador   | [ 13 ] |
| 2023 | Canacine Awards | Best Newcomer - Male   | Martín Saracho | Nominado  | [ 14 ] |
| 2023 | Canacine Awards | Best Newcomer - Female | Isidora Vives  | Nominada  | [ 14 ] |